# Margarida Violante de Saboia
Margarida Violante de Saboia (em italiano: Margherita Violante di Savoia; Turim, 15 de novembro de 1635 - Colorno, 29 de abril de 1663), foi uma princesa de Saboia e Duquesa consorte de Parma. Era filha de Vítor Amadeu I, Duque de Saboia e de Cristina da França, filha do rei Henrique IV da França.
Nascida como uma princesa do Ducado de Saboia, Margarida Violante era a quinta filha, segunda menina, do duque Vítor Amadeu I de Saboia, com sua esposa a princesa Cristina da França. Pertencia a através de seu pai a Casa de Saboia, uma das mais antigas dinastias da Europa. A mãe de Margarida Violante, a princesa Cristina da França, era filha de Henrique IV da França e irmã mais nova de Luís XIII da França, e tia de Luís XIV da França.
Sua ambiciona mãe queria que Margarida desposasse seu primo, o rei Luís XIV da França, entretanto o monarca se casou com a infanta espanhola Maria Teresa de Áustria. Após o fracasso das negociações de casamento com a França, Margarida Violante aceitou casar-se com Rainúncio II Farnésio, duque de Parma e Placência. Desta união nasceram uma menina natimorta, a 14 de dezembro de 1661, e um varão, nascido em 27 de abril de 1663 e morto três dias depois do nascimento, a 30 de abril de 1663.
Margarida Violante faleceu em 29 de abril de 1663, aos 27 anos de idade, em decorrência de seu último parto. Está sepultada no Santuário de Santa Maria della Steccata em Parma junto a outros membros da Família Farnésio.

## Descendência
Com seu marido, Rainúncio II Farnésio, tiveram dois filhos que não sobreviveram à infância:
- Filha natimorta (14 de dezembro de 1661);
- Menino (27 de abril de 1663 - 28 de abril de 1663);